# Філ Нойманн
Філ Яннік Нойманн (нім. Phil Yannik Neumann, нар. 8 липня 1997, Рекінггаузен, Німеччина) — німецький футболіст, фланговий захисник клубу «Ганновер 96».

## Ігрова кар'єра

### Клубна
Філ Нойманн є вихованцем футбольної академії клубу «Шальке 04», де він починав займатися футболом з восьмирічного віку. З 2016 року молодого захисника почали залучати до ігор другого складу «Шальке» у Регіональній лізі. Та вже наступний сезон Нойманн почав у клубі Другої Бундесліги «Інгольштадт 04».
У 2019 році футболіст перебрався до клубу «Гольштайн». В клубі Нойманн відіграв три сезони. За результатами сезону 2020/21 «Гольштайн» посів третє місце у Другій Бундеслізі і Нойманн зіграв два матчі у перехідному плей-оф, де його команда поступилася «Кельну». 
Влітку 2022 року Нойманн перейщшов до клубу «Ганновер 96», з яким підписав трирічний контракт. Першу офіційну гру в новій команді захисник провів 15 липня 2022 року у матчі чемпіонату Німеччини проти «Кайзерслаутерна».

### Збірна
В період з 2015 по 2017 роки Філ Нойманн захищав кольори юнацьких збірних Німеччини.